# Mouriz
Mouriz ist ein Ort und eine ehemalige Gemeinde (Freguesia) im portugiesischen Kreis Paredes. Die Gemeinde hatte 3016 Einwohner (Stand 30. Juni 2011).
Am 29. September 2013 wurden die Gemeinden Mouriz, Castelões de Cepeda, Vila Cova de Carros, Madalena, Besteiros, Gondalães und Bitarães zur neuen Gemeinde Paredes zusammengeschlossen.